# Sint-Annakapel (Halloux)

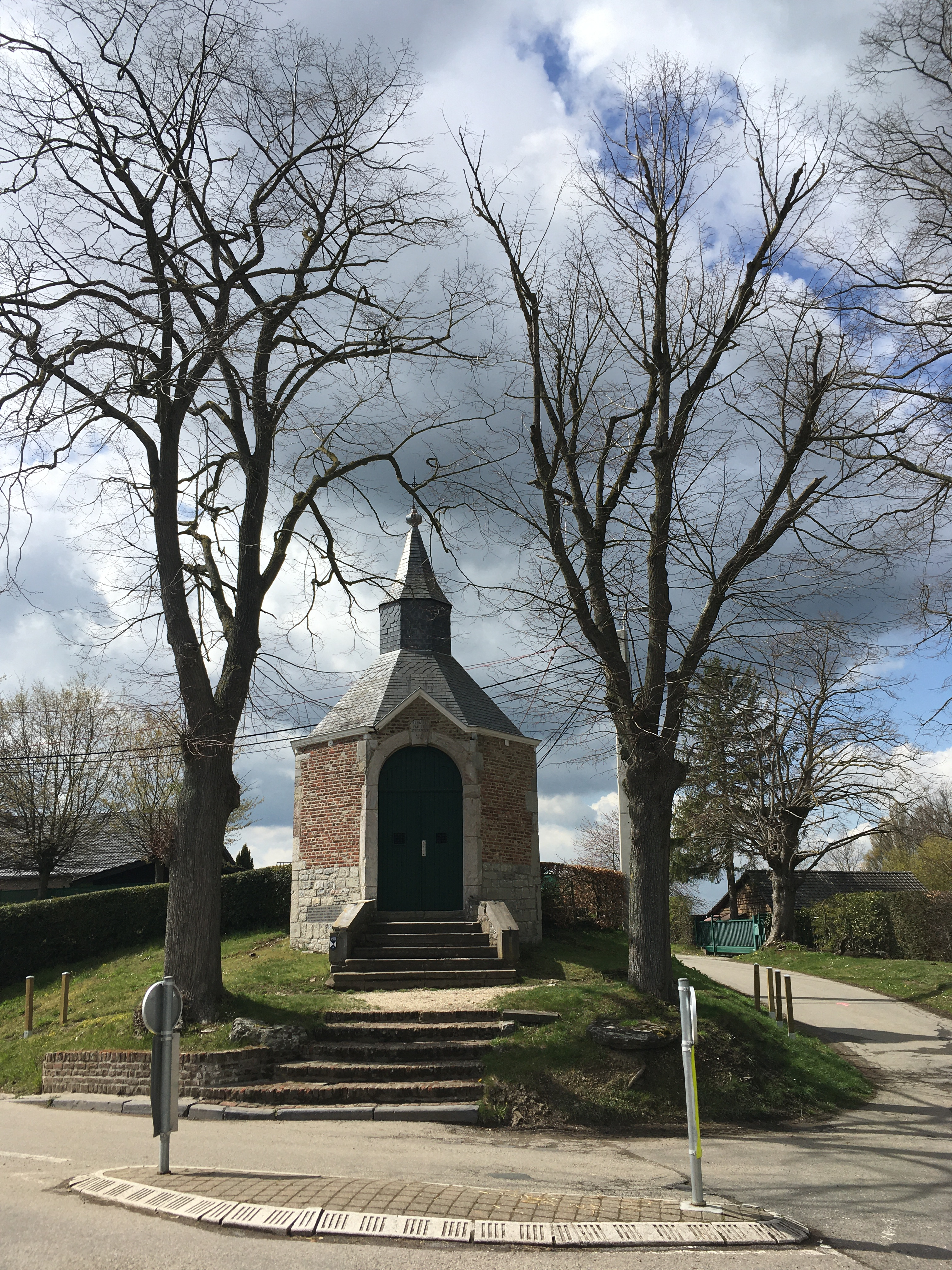
Sint-Annakapel tussen twee lindebomen.

De Sint-Annakapel is een kapel gelegen aan het kruispunt in Halloux, een gehucht dat behoort tot de stad Limburg in de Belgische provincie Luik. De kapel staat op de lijst van beschermd erfgoed in Limburg en is gewijd aan de heilige Anna, de moeder van Maria.

## Geschiedenis

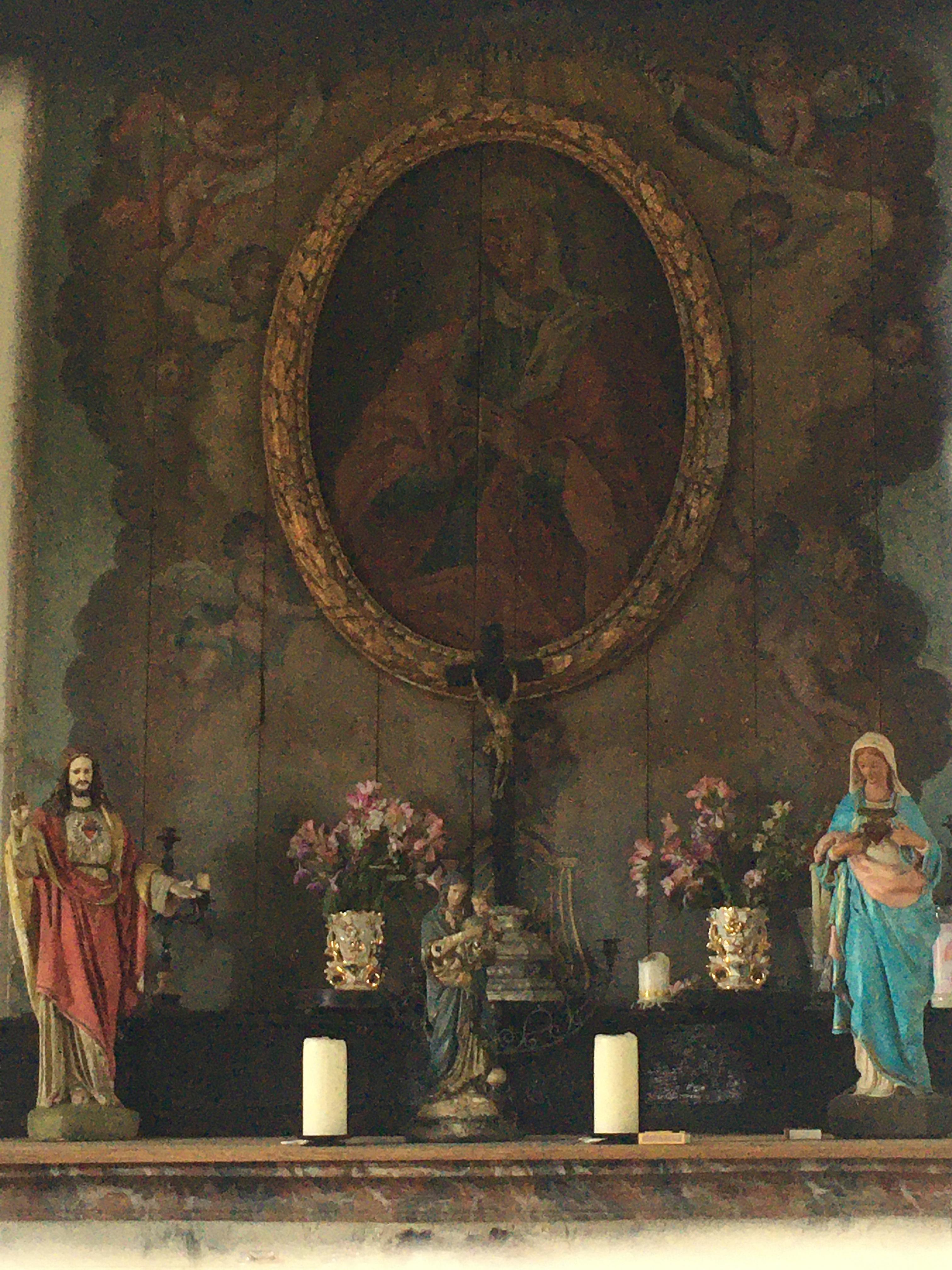
Medaillon met Anna boven het altaar.

De achthoekige kapel is "herbouwd door de Limburgers in 1774", zoals de gevelsteen vermeld, op de plaats waar een eerdere kapel had gestaand, die tussen 1560 en 1566 gebouwd was. Oorspronkelijk was de kapel omringd door zes lindebomen, daar zijn er nog twee van over. Op de trappen staat dat de vier trappen in 1774 geschonken zijn door I. N. Piette. De kapel heeft een tentdak met dakruiter. Boven het 18e-eeuwse altaar in Lodewijk XVI-stijl hangt een schilderij met een medaillon met de heilige Anna, omringd door cherubijnen.
Tijdens de bevrijding op 11 september 1944 raakte de kapel beschadigd door een Amerikaanse tankgranaat. De kapel werd hersteld in 1947. Een inscriptie in een steen links van de trap herinnert hieraan.
Elk jaar wordt in juli, rond de naamdag van Sint-Anna (26 juli), een mis gehouden in de kapel en worden er paarden gezegend.